# Комарівська сільська рада (Макарівський район)
Комарівська сільська рада — колишня адміністративно-територіальна одиниця та орган місцевого самоврядування у Ставищенського, Радомишльському і Макарівському районах Малинської і Волинської округ, Київської області Української РСР та України з адміністративним центром у с. Комарівка.

## Загальні відомості
Водойми на території, підпорядкованій раді: Гуска.

## Населені пункти
Сільській раді підпорядковані населені пункти:
- с. Комарівка

## Склад ради
Рада складалася з 14 депутатів та голови.

### Керівний склад ради
| ПІБ                           | Основні відомості                                                                     | Дата обрання | Дата звільнення |
| ----------------------------- | ------------------------------------------------------------------------------------- | ------------ | --------------- |
| Зузанський Олег Костянтинович | Сільський голова, 1967 року народження, освіта, безпартійний                          | 26.03.2006   | 01.02.2010      |
| Сич Людмила Миколаївна        | Сільський голова, 1971 року народження, освіта, позапартійна                          | 20.06.2010   | 31.10.2010      |
| Сич Людмила Миколаївна        | Сільський голова, 1971 року народження, освіта незакінчена вища, член Партії регіонів | 31.10.2010   |                 |

Примітка: таблиця складена за даними джерела

## Історія
Створена 1923 року в с. Комарівка Ставищенської волості Радомисльського повіту Київської губернії. 16 січня 1923 року об'єднана з Борівською сільською радою. Відновлена близько 1925 року.
Станом на 1 вересня 1946 року та 1 січня 1972 року сільська рада входила до складу Макарівського району Київської області, на обліку в раді перебувало с. Комарівка.
Виключена з облікових даних 17 липня 2020 року. Територію та с. Комарівка, відповідно до розпорядження Кабінету Міністрів України № 715-р від 12 червня 2020 року «Про визначення адміністративних центрів та затвердження територій територіальних громад Київської області», включено до складу Макарівської селищної територіальної громади Бучанського району Київської області.
Входила до складу Ставищенського (бл. 1925 р.), Радомишльського (13.3.1925 р.) та Макарівського (25.02.1935 р.) районів.